# Nagrobek Władysława II Jagiełły
Nagrobek Władysława II Jagiełły – nagrobek nieznanego autorstwa sprzed 1432 roku, znajduje się w katedrze na Wawelu w Krakowie pomiędzy filarami oddzielającymi nawę główną od południowej nawy bocznej.
Miejsce to, przy znajdującym się tu niegdyś ołtarzu św. Krzysztofa fundowanym w 1393 przez królową Jadwigę Andegawenkę, wybrał monarcha dla siebie ok. 1421. Króla pochowano w komorze grobowej znajdującej się pod pomnikiem.
Nagrobek został wykonany z czerwonego marmuru prawdopodobnie jeszcze za życia monarchy. Płytę wierzchnią zdobi postać króla z atrybutami władzy – koroną na głowie, berłem w prawej ręce, a w lewej jabłko królewskie i miecz. Twarz króla jest bardzo realistycznie przedstawiona, głowa spoczywa na poduszce wspartej na dwóch lwach będących symbolem władzy i potęgi Jagiełły, jak również odniesieniem do przekazu biblijnego z Apokalipsy św. Jana. Pod nogami króla spoczywa smok, symbol zła; w tym przypadku nawiązano do Psalmu 91. Na bokach tumby z dużą dozą realizmu wyobrażono postacie przedstawicieli polskich stanów podtrzymujących tarcze herbowe. Podwójnie występuje tutaj herb Królestwa Polskiego i herb Pogoń będący znakiem Wielkiego Księstwa Litewskiego, herb Rusi nawiązuje do odzyskania tego terytorium od Węgier w 1387, herb ziemi dobrzyńskiej (głowa króla) symbolizuje wykupienie jej w 1404 od zakonu krzyżackiego i ponowne przejęcie na mocy postanowień pokoju toruńskiego z 1411, herb ziemi wieluńskiej (Baranek Boży) to znak odzyskania ziemi w 1396, na tumbie widnieje jeszcze herb Wielkopolski (tur). Podstawę nagrobka zdobią figury psów i sokołów ich znaczenie nie zostało jeszcze w sposób zadowalający wyjaśnione, jedni badacze są zdania, że jest to nawiązanie do wiecznej walki dobra i zła, gdzie symbolem duszy jest sokół, a pies symbolem grzechu. (Psalm 22 „Boże ratuj duszę moją z łapy psa”) inni uważają, że to nawiązanie do myśliwskich zamiłowań króla.
Nagrobek nakrywa wsparty na 8 kolumnach o kapitelach korynckich, renesansowy baldachim wykonany z piaskowca w latach 1519–1524 z fundacji króla Zygmunta I Starego dzieło warsztatu Bartolommeo Berrecciego. Baldachim zdobią panoplia oraz medaliony z wyobrażeniem cesarza wjeżdżającego triumfalnie do Rzymu na rydwanie zaprzężonym w lwy. Dekoracja ta miała gloryfikować Jagiełłę jako niezwyciężonego wodza.
W 1753 roku nagrobek przeniesiono do kaplicy Świętokrzyskiej; na pierwotne miejsce powrócił na początku XX wieku.

Nagrobek monarchy jest jednym z najbardziej interesujących i najcenniejszych pod względem artystycznym dzieł rzeźby XV wieku w Europie Środkowej.

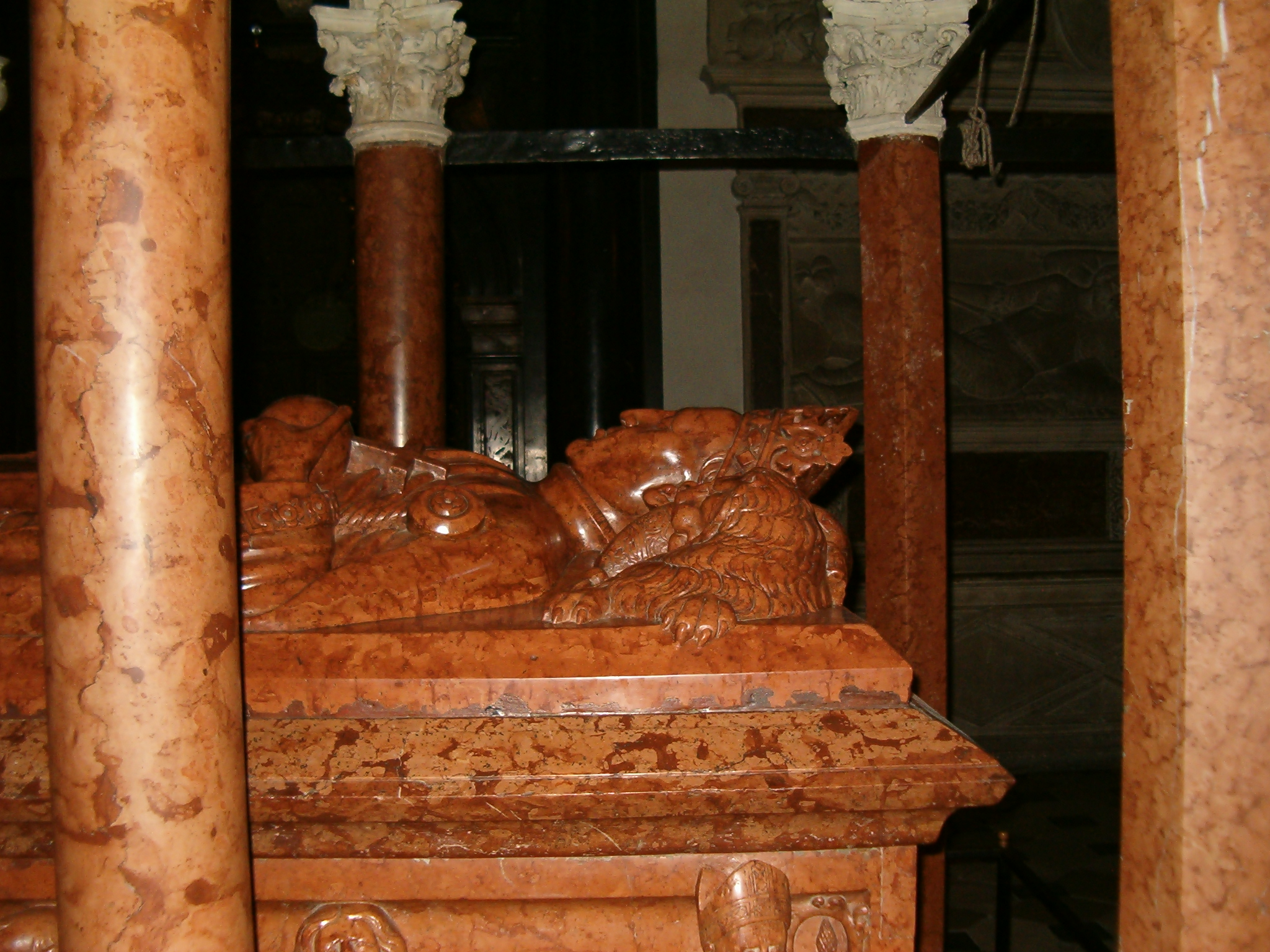
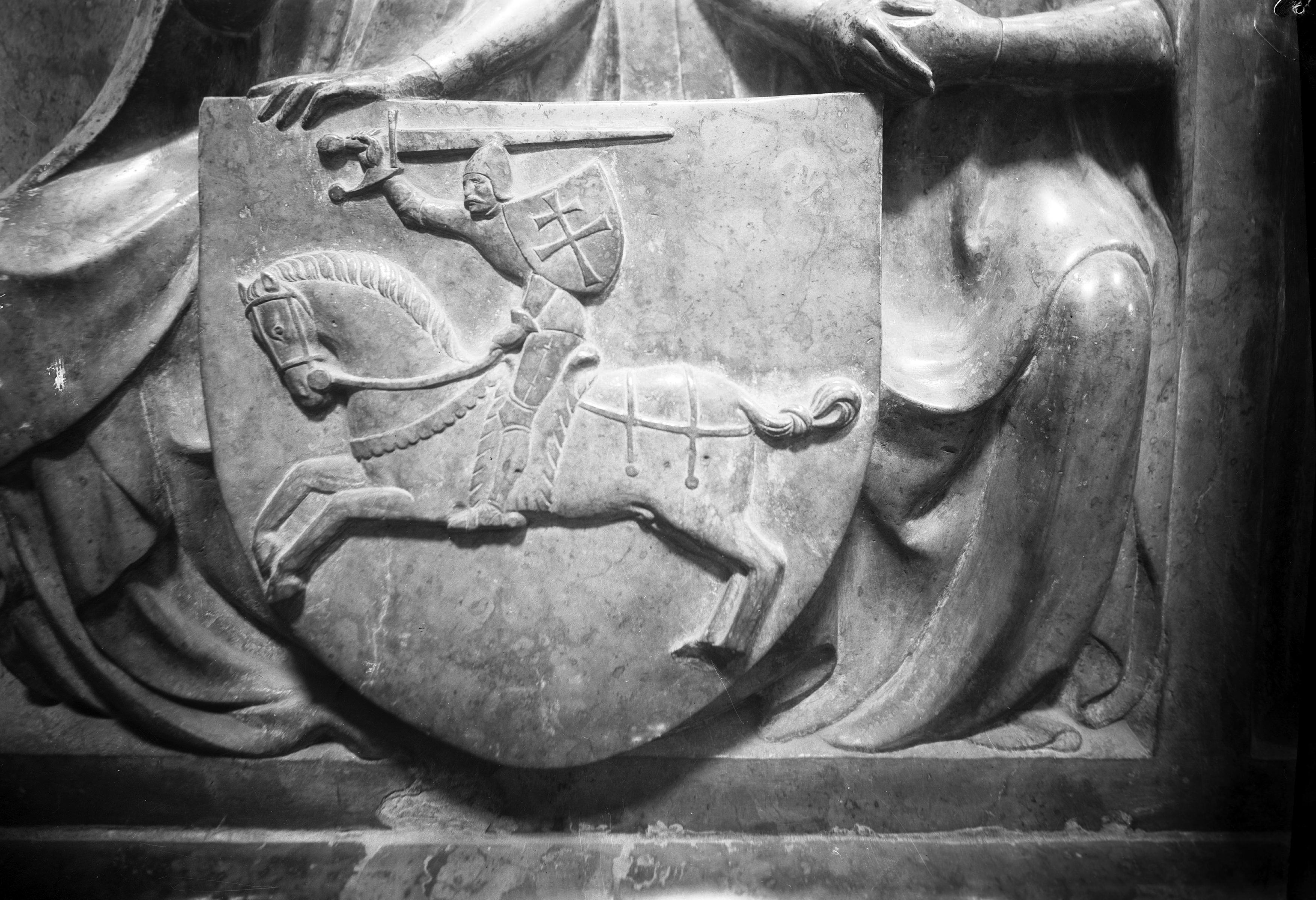
Herb Pogoń na nagrobku Jagiełły
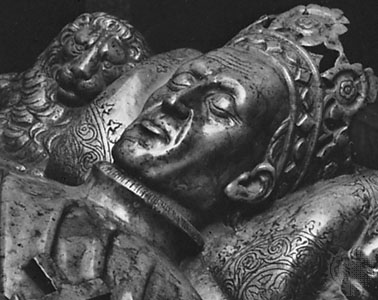